# Церковь Веры, Надежды, Любови и матери их Софии (Псков)
Церковь Веры, Надежды, Любови и матери их Софии — православный храм на восточной окраине Пскова — в Крестах.

## История
- Торжественно заложена 30 сентября 2008 г. Возведение приурочено к 500-летней годовщине присоединения Пскова к Русскому государству. Изначально задумывалась как народная стройка.
- Предполагалось завершить строительство по проекту архитектора Геннадия Дирко к сентябрю 2010 г.
- Проект четыре раза пересматривался. В итоге площадь храма увеличена, приданы более близкие к псковскому зодчеству черты, введена многопролётная звонница. Строится по проекту института «Псковгражданпроект» (арх. Ширяев Ю. М.)[1]

Предполагалось окончить строительство: звонницы — осень 2011 г., храма — 2012 г.

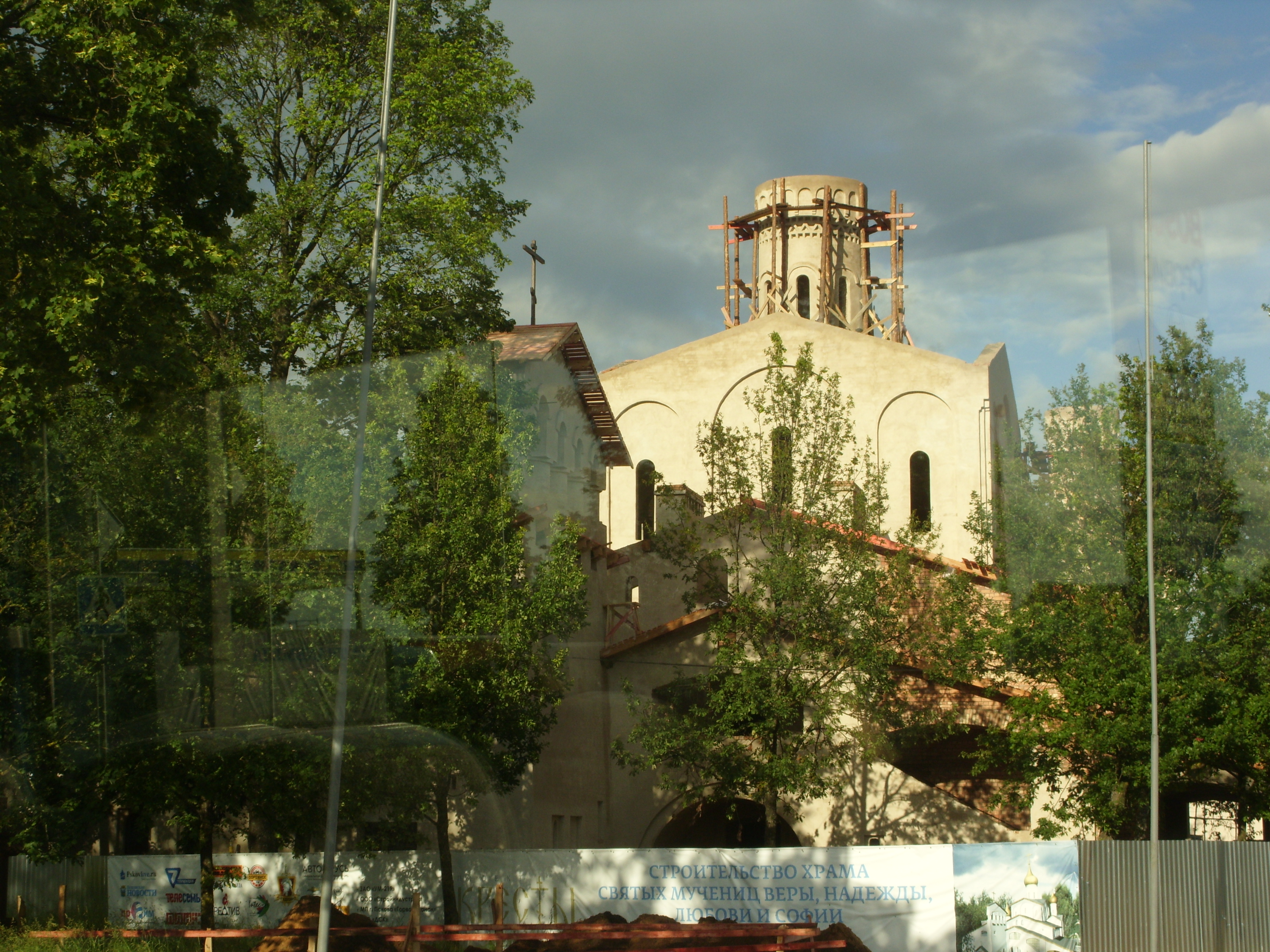
Церковь Веры, Надежды, Любови и матери их Софии на этапе строительства в июне 2012 года

- С 30 мая 2011 г. приходом храма проводится благотворительная акция «Именной кирпич в стену храма».
- 4 августа 2011 г. состоялось торжество закладки камня и освящения основания места строительства храма. Митрополит Евсевий отслужил молебен, после которого владыка и губернатор А. А. Турчак заложили освященный камень и капсулу с посланием потомкам в основание алтаря[3].
- 4 июля 2012 г. Митрополит Евсевий возглавил торжество освящения колоколов и крестов на купола храма. По окончании богослужения поднят главный купол[4][5].
- Освящена 30 сентября 2012 г.